# Formica subpolita
Formica subpolita es una especie de hormiga del género Formica, familia Formicidae. Fue descrita científicamente por Mayr en 1886.
Se distribuye por Canadá, México y los Estados Unidos. Se ha encontrado a elevaciones de hasta 3090 metros. Vive en microhábitats como rocas y piedras.